# Wu Guixian
Wu Guixian (chinesisch 吴桂贤, Pinyin Wú Guìxián; * 16. Februar 1938 in der Provinz Shaanxi; † 25. April 2025) war eine chinesische Politikerin der Kommunistischen Partei Chinas (KPCh), die unter anderem zwischen 1973 und 1977 Kandidatin des Politbüros der Kommunistischen Partei Chinas sowie von 1975 bis 1977 Vize-Ministerpräsidentin im Staatsrat der Volksrepublik China war.

## Leben
Wu Guixian verließ die Schule mit dreizehn Jahren und war danach als Arbeiterin in der Staatlichen Baumwollspinnerei Nordwestchina tätig. 1955 wurde sie Mitglied des Kommunistischen Jugendverbandes Chinas (KJVC). Nachdem sie 1958 Mitglied der Kommunistischen Partei Chinas (KPCh) geworden war, fungierte sie als Leiterin der Parteigruppe „Zhao Mengyao“, die nach einem für ganz China maßgeblichen Musterarbeiter benannt wurde. Nach Beginn der Kulturrevolution 1966 wurde sie Mitglied des Ständigen Ausschusses des Revolutionären Komitees der Baumwollspinnerei und war auch Vize-Direktorin dieses staatlichen Betriebes. Ein Studium an der Universität Nordwestchinas schloss sie 1968 ab.
Wu gehörte zu den Delegierten beim IX. Parteitag der KPCh (1. bis 24. April 1969). Auf diesem Parteitag wurde sie auch erstmals zum Mitglied des Zentralkomitees (ZK) und gehörte diesem Gremium nach der Wiederwahl auf dem X. Parteitag der KPCh (24. bis 28. August 1973) sowie auf dem XI. Parteitag der KPCh (12. bis 18. August 1977) bis zum 12. September 1982 an. Sie wurde zudem 1971 Vize-Sekretärin sowie von 1973 bis 1976 Sekretärin des Parteikomitees der Provinz Shaanxi. Sie wurde daraufhin auf dem X. Parteitag der KPCh (24. bis 28. August 1973) Kandidatin des Politbüros der Kommunistischen Partei Chinas und bekleidete diese Funktion ebenfalls bis zum 18. August 1977. 1975 wurde sie außerdem Vize-Ministerpräsidentin im Staatsrat der Volksrepublik China. Sie war damit ein klassisches Beispiel einer einfachen Arbeiterin, die während der Ära von Mao Zedong den Weg in die obersten Führungsgremien von Staat und Partei fand.
Nach Abschluss der Kulturrevolution 1976 wurde Wu Guixian beschuldigt, sich während der Großen Proletarischen Kulturrevolution den Radikalen angeschlossen zu haben. Daraufhin verlor sie am 18. August 1977 ihre Funktionen als Kandidatin des Politbüros sowie als Vize-Ministerpräsidentin. Sie behielt allerdings ihre Funktion als Mitglied des ZK der KPCh. Im Anschluss kehrte sie wieder an die Staatliche Baumwollspinnerei Nordwestchina zurück und war dort als stellvertretende Sekretärin des Parteikomitees tätig. 1988 wurde sie schließlich stellvertretende Generaldirektorin eines Textilbetriebes in Shenzhen und lebte seither dort.